# П'яна-ді-Монте-Верна
П'яна-ді-Монте-Верна (італ. Piana di Monte Verna) — муніципалітет в Італії, у регіоні Кампанія,  провінція Казерта.
П'яна-ді-Монте-Верна розташовані на відстані близько 175 км на південний схід від Рима, 38 км на північ від Неаполя, 12 км на північ від Казерти.
Населення — 2344 особи (2014).
Покровитель — святий Рох.

## Демографія
Населення за роками:

Станом на 1 січня 2023 року в муніципалітеті офіційно проживали 34 іноземці з 12 країн, серед них 9 громадян країн Євросоюзу та 7 громадян України.

## Сусідні муніципалітети
- Каяццо
- Кастель-ді-Сассо
- Кастель-Морроне
- Ліматола